# Undekanol
Undekanol, undekan-1-ol, C
11H
24O – organiczny związek chemiczny z szeregu homologicznego alkanoli. Jest zbudowany z prostego łańcucha 11-węglowego i grupy hydroksylowej. Istnieje sześć izomerów undekanolu różniących się między sobą położeniem grupy −OH. Jest bezbarwną, nierozpuszczalną w wodzie cieczą.

## Występowanie
Undekanol występuje powszechnie w wielu produktach spożywczych, takich jak jabłka czy banany, a także w maśle, jajkach, czy gotowanym mięsie wieprzowym.

## Zastosowanie
Jego zapach kojarzy się z cytrusami i kwiatami, w smaku przypomina tłuszcz, przez co używa się go jako substancji zapachowej w żywności.